# Aroche
Aroche ist ein Ort und eine Gemeinde (municipio) mit 2.997 Einwohnern (Stand: 2024) im Nordwesten der südspanischen Provinz Huelva in der Autonomen Gemeinschaft Andalusien.

## Lage
Der Ort Aroche liegt auf einem von Bächen (arroyos) umgebenen Bergrücken im westlichen Teil der Sierra Morena nahe der Grenze zu Portugal und gut 130 km (Fahrtstrecke) nördlich der Hafenstadt Huelva in einer Höhe von ca. 380 bis 450 m ü. d. M. Das Klima im Winter ist gemäßigt, im Sommer dagegen warm bis heiß; die geringen Niederschlagsmengen (ca. 585 mm/Jahr) fallen – mit Ausnahme der nahezu regenlosen Sommermonate – verteilt übers ganze Jahr.

## Bevölkerungsentwicklung
| Jahr      | 1857  | 1900  | 1950  | 2000  | 2020  |
| Einwohner | 3.596 | 4.748 | 6.763 | 3.503 | 3.046 |

Der deutliche Bevölkerungsrückgang in der zweiten Hälfte des 20. Jahrhunderts ist im Wesentlichen auf die Mechanisierung der Landwirtschaft und den damit einhergehenden Verlust an Arbeitsplätzen zurückzuführen.

## Wirtschaft
Während das Umland über Jahrhunderte in hohem Maße landwirtschaftlich geprägt war, ließen sich im Ort selbst auch Kleinhändler, Handwerker und Dienstleister aller Art nieder.

## Geschichte
Auf dem Gemeindegebiet wurden archäologische Überreste aus der Jungsteinzeit entdeckt. In römischer Zeit hatte der Ort, der damals Turóbriga, später dann Arucci hieß und sogar über ein kleines Amphitheater verfügte, das Recht eigene Münzen zu prägen. Im Zuge der Rückeroberung (reconquista) der ehemals christlichen Gebiete im Süden der Iberischen Halbinsel aus den Händen der Mauren wurde der nahe der historisch lange Zeit umstrittenen Grenze zu Portugal gelegene Ort um das Jahr 1230 von den Truppen des portugiesischen Königs Sancho II. (reg. 1223–1247/8) eingenommen, doch fiel er bereits Ende des Jahrhunderts unter Sancho IV. an Kastilien.

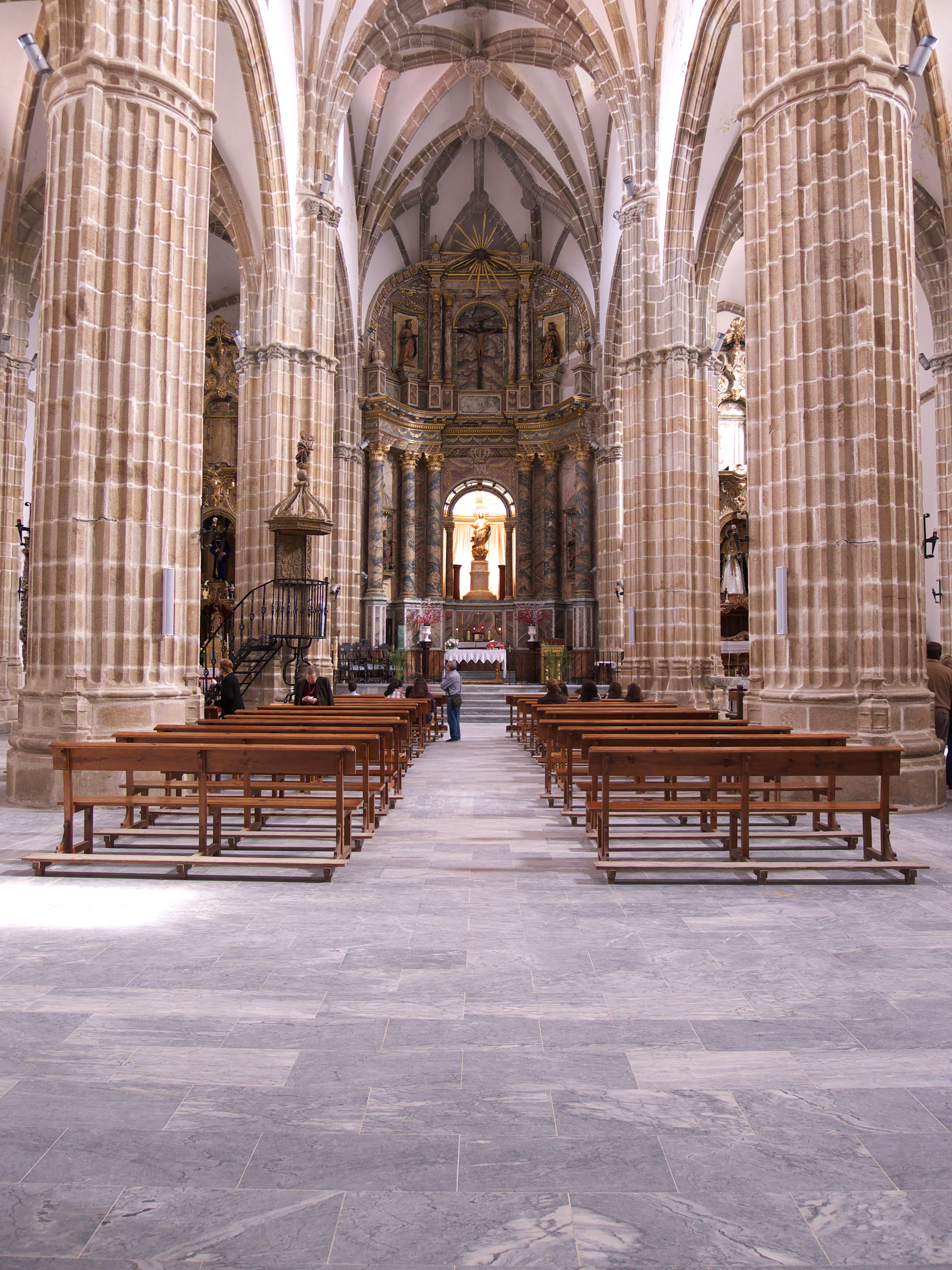
Inneres der Kirche

## Sehenswürdigkeiten
- Die um das Jahr 1200 von den Almohaden an der Stelle des römischen Amphitheaters erbaute Burg (castillo) wurde im 13. und 14. Jahrhundert umgebaut und erweitert. Große Teile des Burghofs werden seit dem frühen 19. Jahrhundert von einer Stierkampfarena eingenommen.[8]
- Der Ort war von einer dreitorigen Stadtmauer aus dem 14./15. Jahrhundert umgeben, deren Überreste noch sichtbar sind.[9]
- Mit dem Bau der dreischiffigen Iglesia de Nuestra Sra. de la Asunción wurde im Jahr 1483 begonnen, doch zogen sich die Arbeiten bis in die Mitte des 16. Jahrhunderts hin; das westliche Joch blieb unvollendet. Alle drei Kirchenschiffe sind rippengewölbt; sehenswert ist vor allem das erst im Jahr 1835 entstandene Altarretabel.[10]
- Unweit der Kirche befindet sich ein Rosenkranzmuseum mit über 2000 Exponaten aus aller Welt.[11]
- Das Museo arqueológico befindet sich in drei Räumen des ehemaligen Hieronymiten-Konvents. Die beiden ersten Säle zeigen Funde aus der römischen Epoche des Ortes; der dritte Saal präsentiert Fundstücke von der Vorgeschichte bis zur frühen Neuzeit.[12]

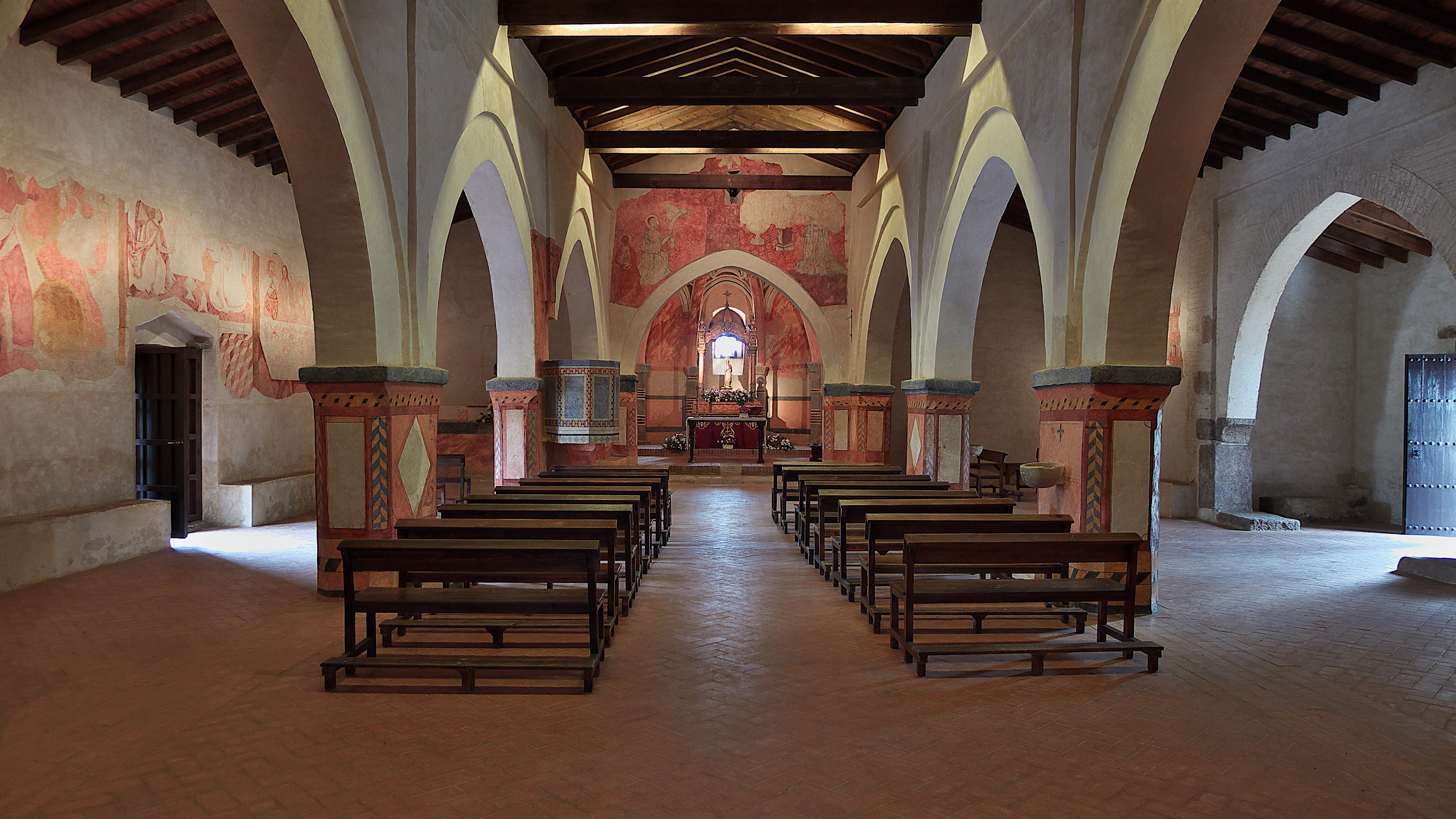
Ermita de San Mamés

Umgebung
- Der Bau der ca. 5 km nördlich des Ortes am Río Chanza bei der antiken Stadt Turóbriga gelegenen Ermita de San Mamés (manchmal auch als San Pedro de la Zarza bezeichnet) reicht bis in die Zeit der christlichen Wiederbevölkerung (repoblación) im 13./14. Jahrhundert zurück; es ist einer der ältesten (erhaltenen) Kirchenbauten Andalusiens. An den Innenwänden der dreischiffigen und von einem hölzernen Dachstuhl gedeckten Kirche befinden sich Fresken des 15. Jahrhunderts. Während einer Pestepidemie im 17. Jahrhundert wurde der Bau als Hospital genutzt.[13][14]